# 分断の街で
『分断の街で』（英: City of Borders）は、 2009年に製作されたアメリカ合衆国のドキュメンタリー映画。
2009年7月12日、第18回東京国際レズビアン&ゲイ映画祭にてアジアで初上映された。

## 概要
エルサレム初のゲイの市協議会議員サアル・ ナタネル（Sa'Ar Netanel）が開いた、エルサレム唯一のゲイバー「シュシャン」を中心として、ゲイやレズビアンカップルを追ったドキュメンタリー。

## キャスト
- ブーディ
- ラヴィト
- サミラ
- アダム
- サアル・ナタネル